# چاه نیمه‌عمیق کاظم‌آباد
چاه نیمه‌عمیق کاظم‌آباد یک منطقهٔ مسکونی در ایران است که در دهستان نهارجان واقع شده‌است.